# Giorgio Schiavone
Giorgio Schiavone, oder Juraj Ćulinović (* 1433/1436 in Skradin; † 6. Dezember 1504 in Šibenik) war ein kroatischer Maler der Renaissance. Er gilt als der bedeutendste kroatische Maler des 15. Jahrhunderts.

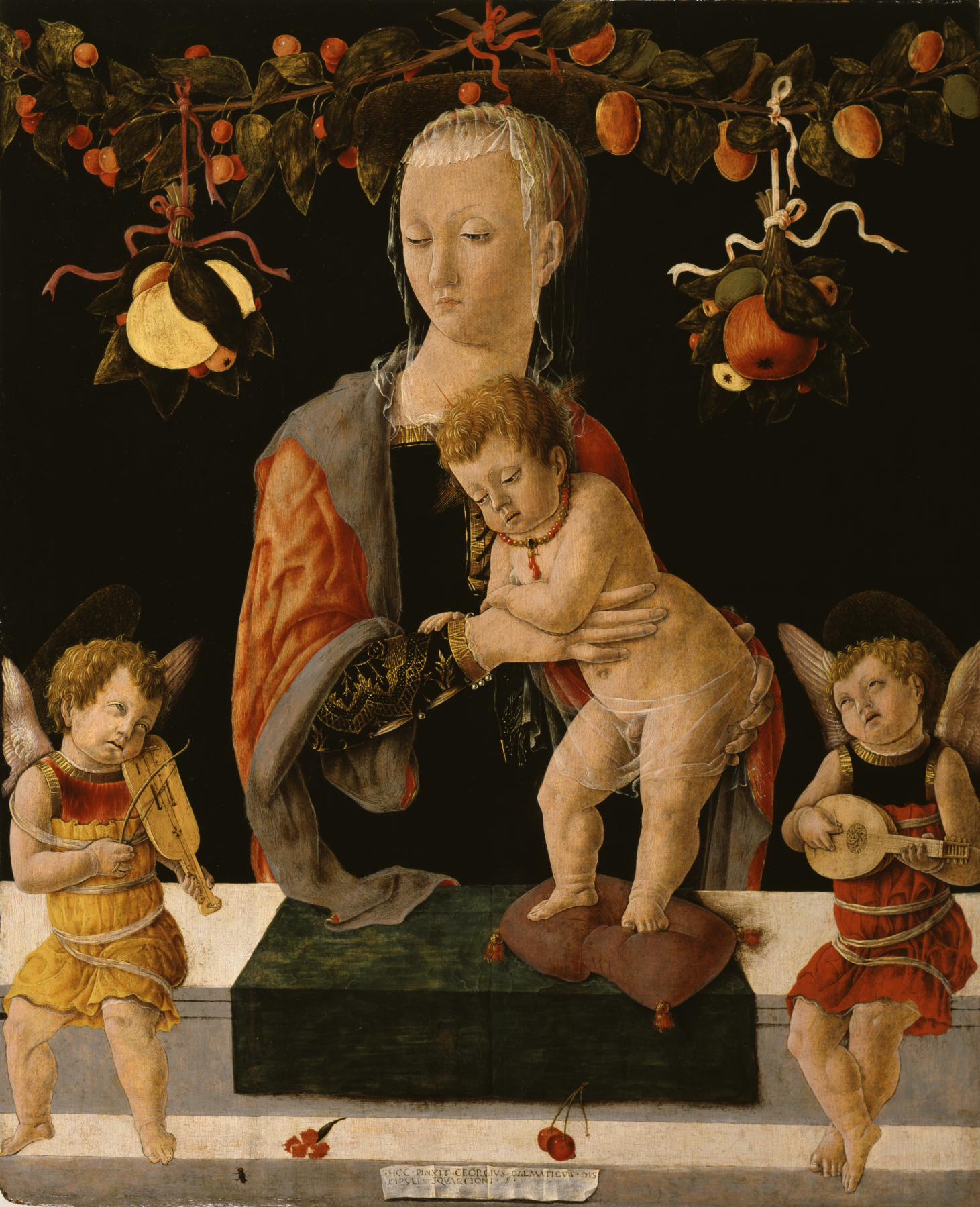
Giorgio Schiavone: Madonna mit Kind und Engels

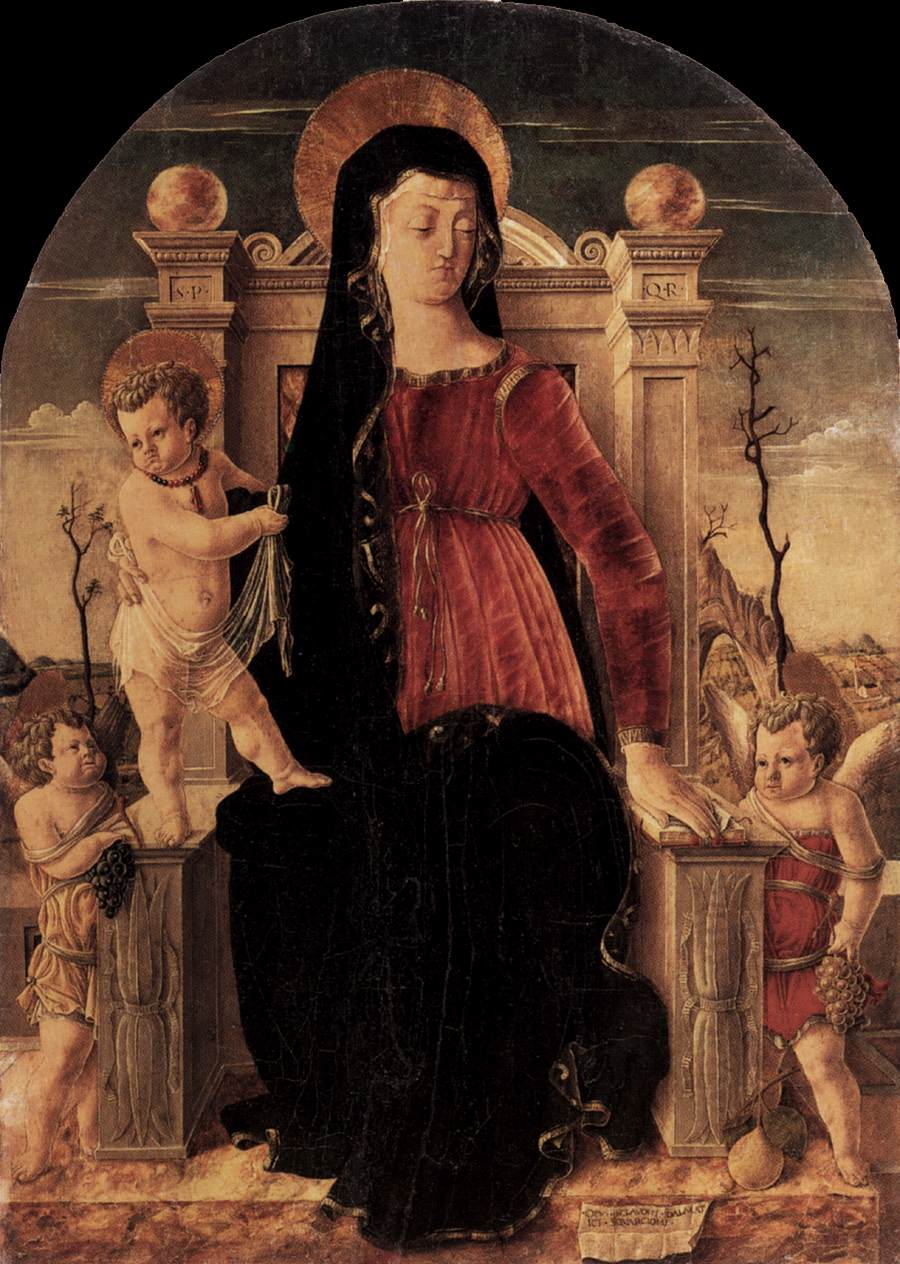
Giorgio Schiavone: Thronende Madonna mit Kind, Staatliche Museen zu Berlin

## Leben
Giorgio war Sohn des Tommaso. Juraj erhielt seinen ersten Malunterricht wahrscheinlich noch in Dalmatien bei Dujam Vušković, als dieser in Šibenik (1448–1452) an einem Polyptychon für die Kathedrale arbeitete, das der Adlige Juraj Radoslavčić in Auftrag gegeben hatte. Im Jahr 1456 zog er nach Italien und unterzeichnete einen Vertrag als Assistent von Francesco Squarcione in dessen Atelier in Padua. 
Von ihm lernte er die Lektion der Donatello-Skulpturen, seine Liebe zur Antike, seine Vorliebe für die scharfen, verdrehten Linien, die die Formen hervorheben, und die intensiven, marmorartigen Farben. Sein Stil, der zurückhaltender und monumentaler ist als der anderer Squarcioneschi-Kollegen, wurde auch durch eine gewisse Disziplin gemildert, die durch den indirekten Einfluss von Piero della Francesca eingeführt wurde, der in den 1450er Jahren über die Baustelle der Cappella Ovetari nach Padua kam. Sein Stil scheint sich auch an den Aktivitäten der Ferrareser Schule zu orientieren, insbesondere an Cosmè Tura, einem weiteren Schüler von Squarcione.
Mit der Verbreitung der sanften und naturalistischen Malerei von Giovanni Bellini und Antonello da Messina in Venetien im Jahr 1461 war der übertriebene Stil der Squarcioneschi überholt. Schiavone zog dann, wie andere berühmte Schüler wie Carlo Crivelli oder Marco Zoppo, in die peripheren Zentren, wo die so genannte adriatische Malkultur entstand. Nach einigen Jahren verließ er die Werkstatt von Squarcione, ohne seine Schulden bei seinem Lehrer zu begleichen, und nahm einige seiner Zeichnungen mit. Im Jahr 1462 kehrte er nach Dalmatien zurück und arbeitete in Zadar, ab 1463 war er in Šibenik als Kunstlehrer tätig, mit Arbeitsaufenthalten in Venedig und Padua. 1463 heiratete er Jelena, die Tochter des Bildhauers und Architekten Juraj Dalmatinac. Es heißt, seine Gemälde hätten die Bildhauerei seines Schwiegervaters beeinflusst.
Squarcione versuchte erfolglos, das Geld und die Gegenstände zurückzubekommen, und reichte 1467 Klage ein, wobei er Juraj Dalmatinac zu seinem Vertreter ernannte. Im Jahr 1474 starb Squarcione jedoch, und sein Sohn erfuhr, dass das Geld und die Zeichnungen an Marinko Vušković übergeben worden waren, der daraufhin in osmanischer Gefangenschaft starb. Es gibt nur wenige Informationen über seine Gemälde in Dalmatien. Obwohl er für die Kathedrale von Šibenik unter Vertrag genommen wurde, wurde eines der erwähnten Polyptychen von Nicola Braccio aus Pisa ausgeführt. Andererseits gibt es zahlreiche Dokumente, in denen er im Zusammenhang mit dem Kauf von Grundstücken, dem Handel mit Wein und Öl, der Vermietung von Immobilien, dem Verkauf von Käse, Wolle, Wachs und Golddraht sowie der Aufnahme von Darlehen erwähnt wird.
Er starb am 6. Dezember 1504 in Šibenik und ist in der Kathedrale von Šibenik begraben. Kurz darauf verstarb seine Frau Jelena im Januar 1505. Er hinterlässt zwei uneheliche Kinder: einen Sohn Luka und eine Tochter Stana.

## Werke (Auswahl)
- Polyptychon Madonna col Bambino e santi, signiert als Schüler von Squarcione, heute ausgestellt in der National Gallery in London;
- Madonna in trono (1456–1460) heute ausgestellt in der Staatliche Museen von Berlin;
- Madonna col Bambino heute ausgestellt in der Galleria Sabauda von Turin;
- Madonna col Bambino e due angeli musicanti (1459–1460 circa) heute ausgestellt in der Walters Art Gallery von Baltimora;
- San Bernardino da Siena, heute ausgestellt im Museo Poldi Pezzoli von Mailand;
- zwei Tafeln mit Figuren von franziskanischen Heiligen, die für die Kirche San Francesco Grande von Padua ausgeführt wurden und ursprünglich ein Polyptychon bildeten, heute ausgestellt im Museo diocesano (Padova);
- Ritratto maschile heute ausgestellt im Musée Jacquemart-André von Paris;
- Santi Gerolamo e Alessio (1458–1460) heute ausgestellt in der Accademia Carrara di Bergamo.